# Édith Couhé
Édith Couhé est une athlète française, née le 26 avril 1944 à Niort (Deux-Sèvres) et morte le 21 août 2015 à La Chaussée-Saint-Victor (Loir-et-Cher), adepte de la marche athlétique d'ultrafond, ayant remporté les cinq premières éditions de la compétition féminine de Paris-Colmar. Elle est également détentrice du record du monde des 6 jours en salle en marche depuis 1985.

## Biographie
Édith Couhé a remporté les cinq premières éditions de la compétition féminine de Paris-Colmar (que l'on devrait plutôt appeler Chalons-Colmar pour les femmes) à partir de 1988,. Elle est également détentrice du record du monde des 6 jours en salle en marche depuis 1985,.

## Records personnels
Statistiques d'Édith Couhé d'après la Deutsche Ultramarathon-Vereinigung (DUV) :
- Marathon : 3 h 9 min 37 s au marathon de Villepinte en 1983[7]
- 100 km route : 10 h 7 min 9 s aux 100 km de Condom en 1985
- 6 heures piste : 61,600 km aux 48 h pédestre de Montauban en 1985 (6 h split)
- 12 heures piste : 113,600 km aux 48 h pédestre de Montauban en 1985 (12 h split)
- 24 heures route : 197,225 km aux championnats nationaux des 24 h de Niort en 1992
- 48 heures piste : 313,975 km aux 48 h pédestre de Montauban en 1985
- 6 jours en salle : 771,600 km aux six jours de La Rochelle en 1985